# Magyarvalkói református templom
Kalotaszeg talán legszebb fekvésű, Árpád-kori eredetű református temploma a magyarvalkói.

## Története és leírása
A Magyarvalkó feletti dombon a Ferenc-rendi barátok alapítottak templomot 1261-ben. A román építészeti stílus jegyeit viselő kis kápolnát 1452-ben bővítették ki a gótikus stílusú, támpilléres, sokszögű szentéllyel. A Valkai család nevéhez fűződő átalakítás időpontját megörökítő évszámot - részben arab számjegyekkel (1.4.V.II) - a szentély délkeleti támpillérébe vésték be. A szentélyhez 1550-ben építették a zömök, masszív tornyot, melynek fazsindelyes fióktornyos sisakja az 1773-as földrengés után 1774-ben készült el, megadva jellegzetes „kalotaszegi” alakját a templomnak. Miután 1582-re az egész falu áttért a kálvinista hitre a templom a református eklézsia tulajdonába került. Az újjáépített és kibővített templomban jól láthatók a reformáció előtti szentély nyomai és a gótikus boltozat. Északi falában arabeszkkel díszített szentségtartófülke van. Érdemes megemlíteni a gótikus stílusban készített sekrestyebejárót és a befalazott kövei közül a Valkai család címerét. A templom szentélyének ablakai, keresztelőmedencéje valamint faragott kövei a középkor hangulatát idézik.
“AZ ÖRÖKKE VALO ISTEN NEVENEK A SZ GYÜLEKEZETBEN VALO HIRDETTETESERET ° VALKAI MIKLOS ° ES A SZ ECCLESIA ° BELESHEGYBÖLJÖTT KÖLCSEGEVEL° PEST. JOSEPH ° PRÉDIKATOR ° SÁGANAK ° ES ° AZ AKKORI JAMBOR ° BIRAKKIDEJEKBEN ° EZ ° A PREDIKALO SZEK CSINALTÓTOTT ° 1722 DIK ESZTENDŐBEN.”

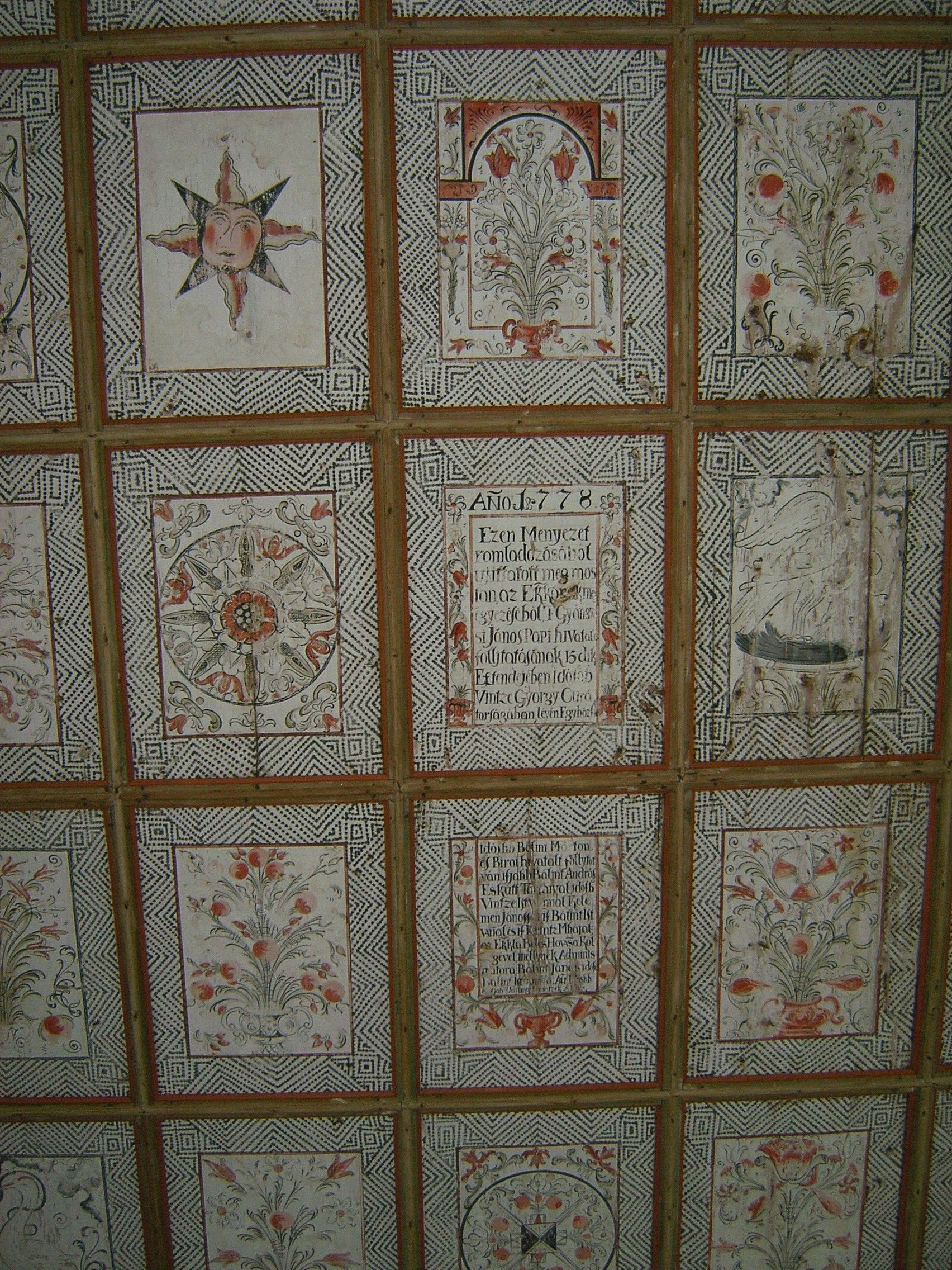
A festett kazetták

A szentély félköríves diadalívének északi oldalához támaszkodik az 1722-ből való faragott, magyar nyelvű feliratú, festett szószék, amely egyes elképzelés szerint a kidei kőfaragó mester, Sipos Dávid munkája. Kelemen Lajos szerint azonban egy szucsági kőfaragó, Süveges mester készítette. A szentély keresztboltozata kétszer hornyolt bordákból áll. Zárókövei holddal, csillaggal és hatszirmú motívumokkal díszítettek. A kék színben pompázó szentélybelső mennyezetének kazettáit, valamint a szószéket és a keleti karzatot élénk színezésű illusztrációk díszítik, melyek Umling Lőrinc és fia munkái 1745-ből illetve 1778-ból. A magyarvalkói templom legénykarzatának alsó padozatát részben az Umlingok működését megelőző időkből származó festett kazetták és díszített pallók borítják. Az átfestés nélküli táblák a 17. század végén, 18. század elején keletkezhettek. A kalotadámosi és bánffyhunyadi kazettákkal való hasonlóság alapján feltételezhető, hogy – a segesvári képíró – Felvinci mester munkái. Különös díszei még a templomnak az orgona, a festett ajtók és a szószék, valamint a padokat, karzatot díszítő varrottas terítők, melyek a frissen konfirmáltaknak állítanak emléket. 1805-ben készített orgonáját 1966-ban újította fel és alakította át domokos cs. Domokos. A festett ajtók virágmotívumai Kelemen Márton munkái 1807-ből. Két nagyon régi írottast is találunk a templomban: az egyiket Valkai Miklósnak a felesége, Ördög Judit hímezte 1729-ben, a másikat 1776-ban báró Wesselényi Kata. A harangok egyikét a református hívek adakozásából öntötte Klein Oszkár Cugiron 1884-ben. Felirata: AZ ÉLŐKET HIVOGATOM, A HOLTAKAT ELSIRATOM
A templomot körülvevő kőkerítés falában elhelyezkedő tatárfej valószínűleg egy keleti szakállas férfifejet ábrázol, akaratlanul is megidézve az egykori tatárdúlás idejét. A templom bejáratától jobbra, a falba építve található római kori kő egy családot ábrázolhat. Védelmi célból Rákóczi György fejedelem a templomot kettős fallal vetette körül. Az ódon templomot a tornácos fedelű tornyos bástyák, vastag falak és a rajtuk sűrűn elhelyezkedő vágott lőrések mesebeli várrá varázsolták. A temetőkertben még fellelhetők a régi temetkezés nyomai. A templom 1974-1975-ös általános felújításakor találták meg azt a csontkamrát, mely a Rákóczi György fejedelemsége idején bekövetkezett második tatárdúlás alkalmával a templomba menekült és itt pusztult több száz ember maradványait őrizte. Egy kis kerített kertben három faragott fejfa állít emléket az elhunytaknak. A templom körüli temetőkertben különlegesen érdekes, régi sírokat, faragott kőtáblákat és kopjafákat láthatunk.

## Képgaléria

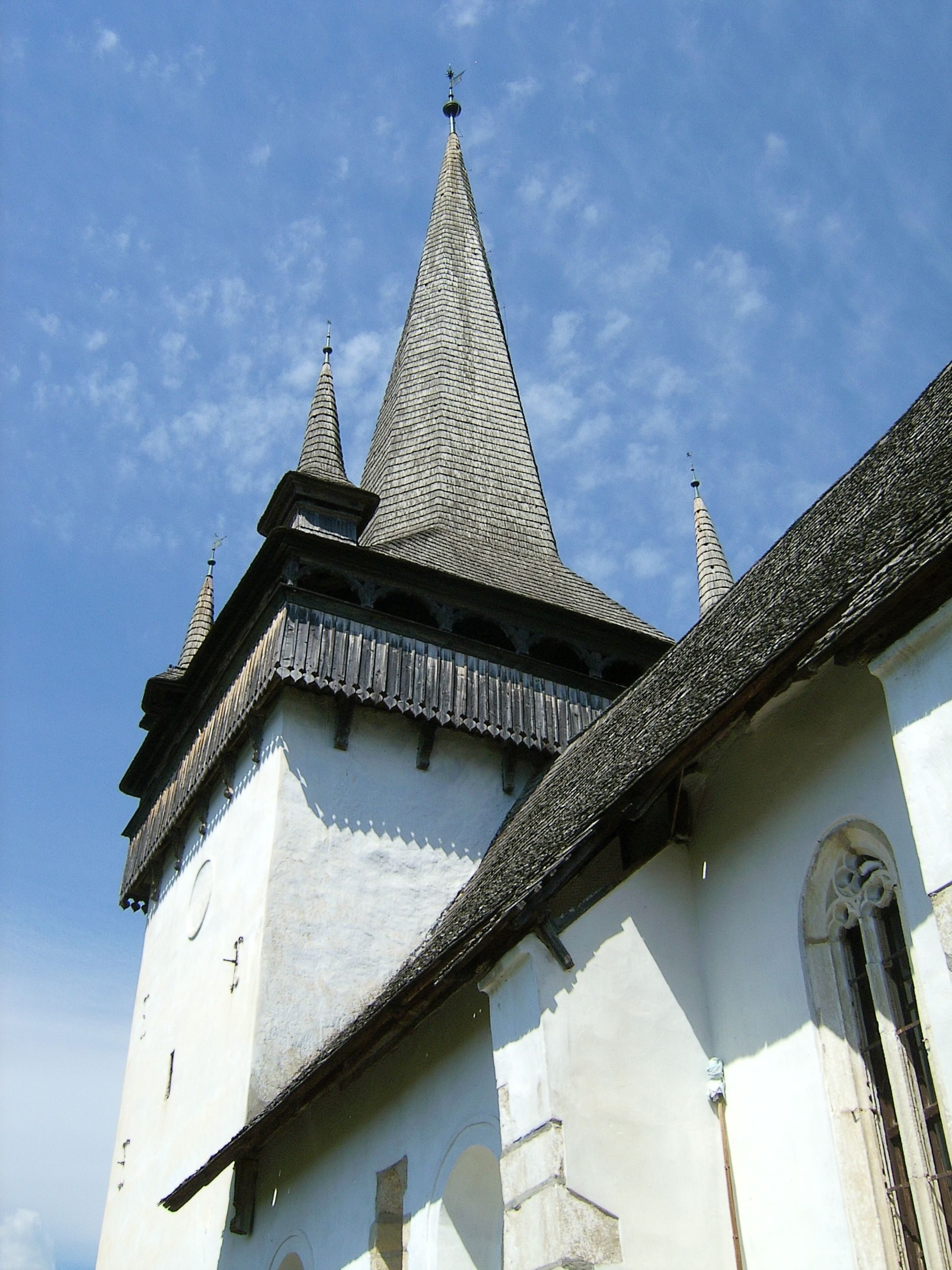
Magyarvalkói templom
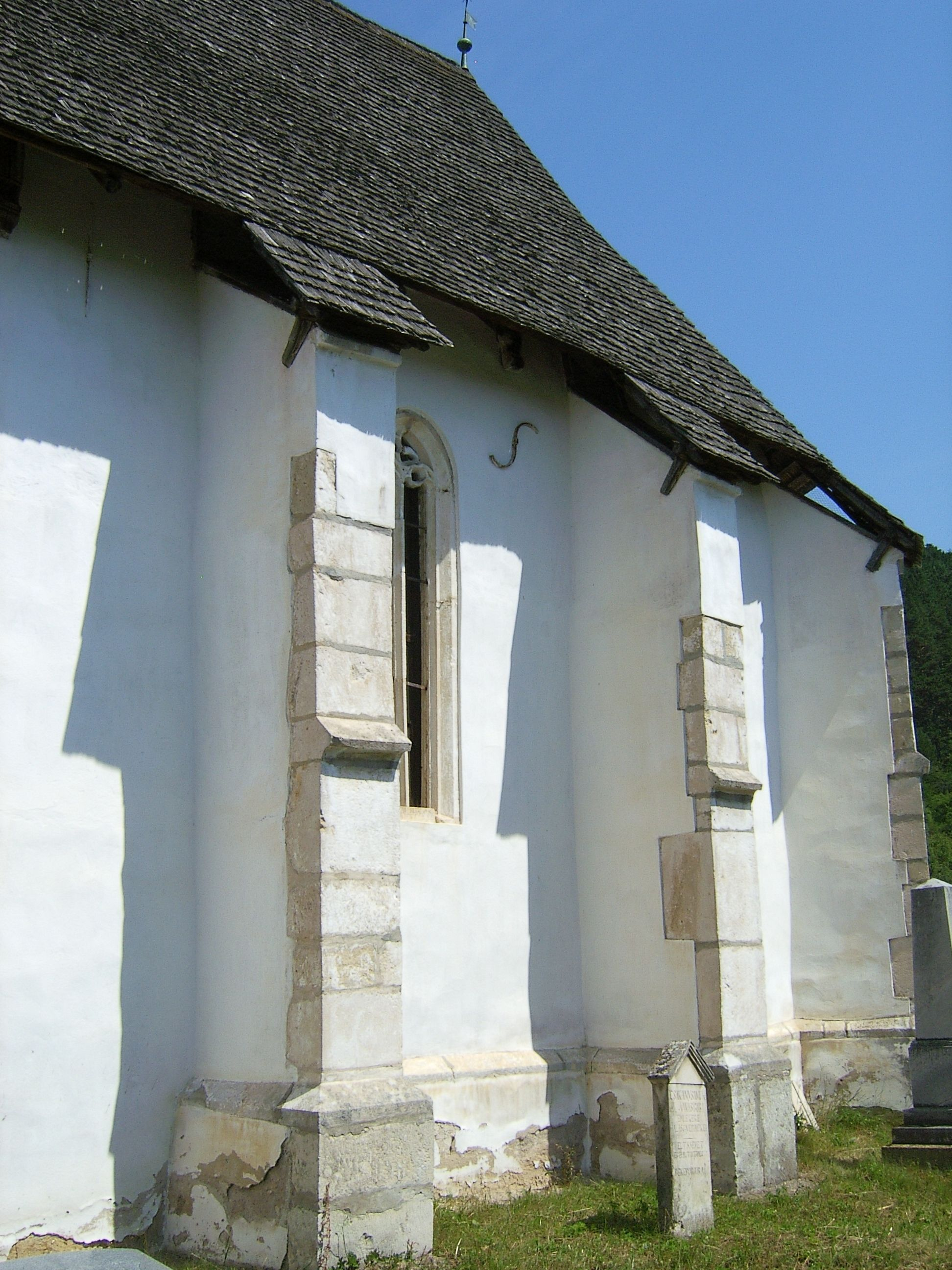
Magyarvalkói templom pillérei
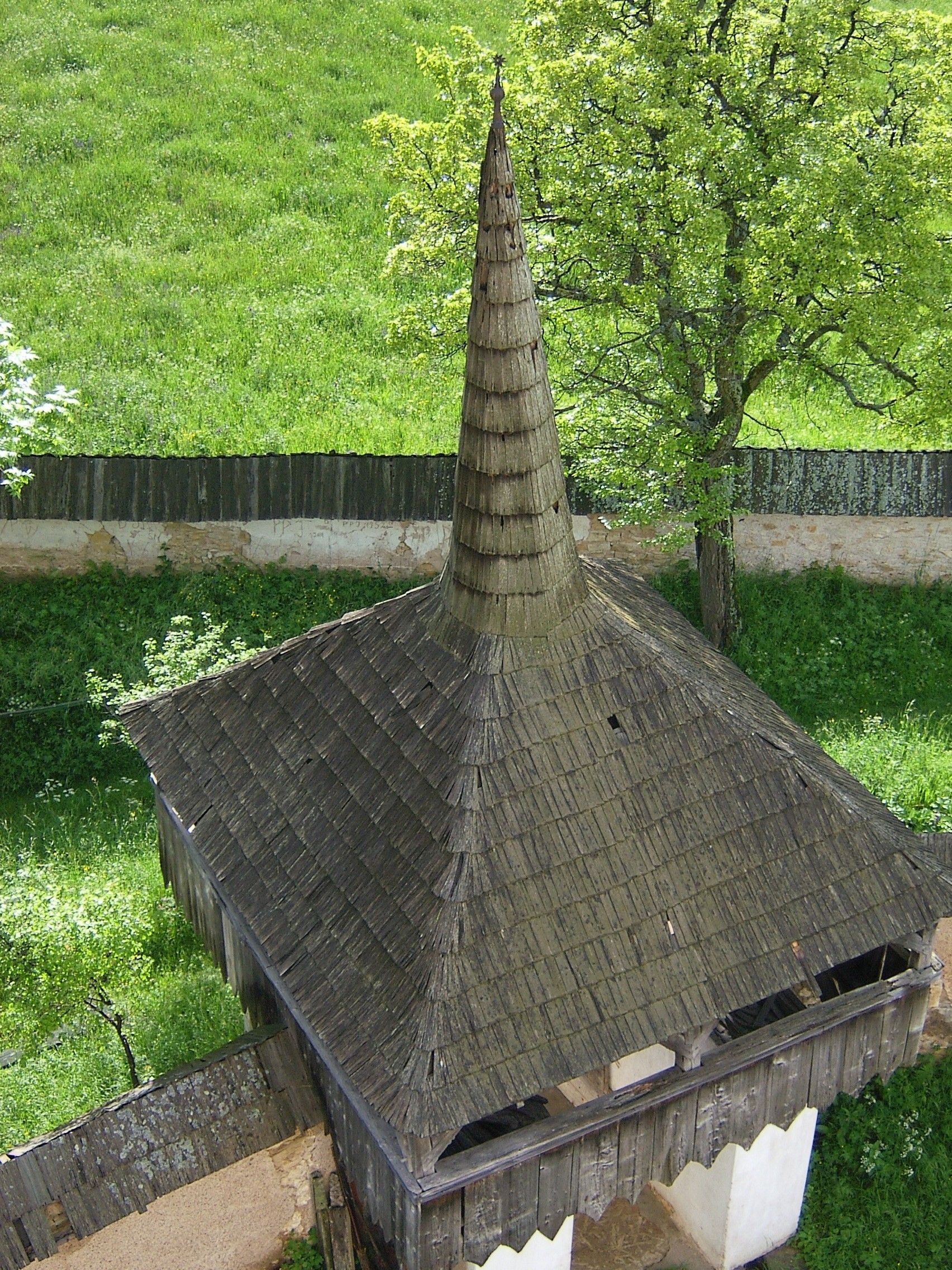
Magyarvalkói tornyos bástya
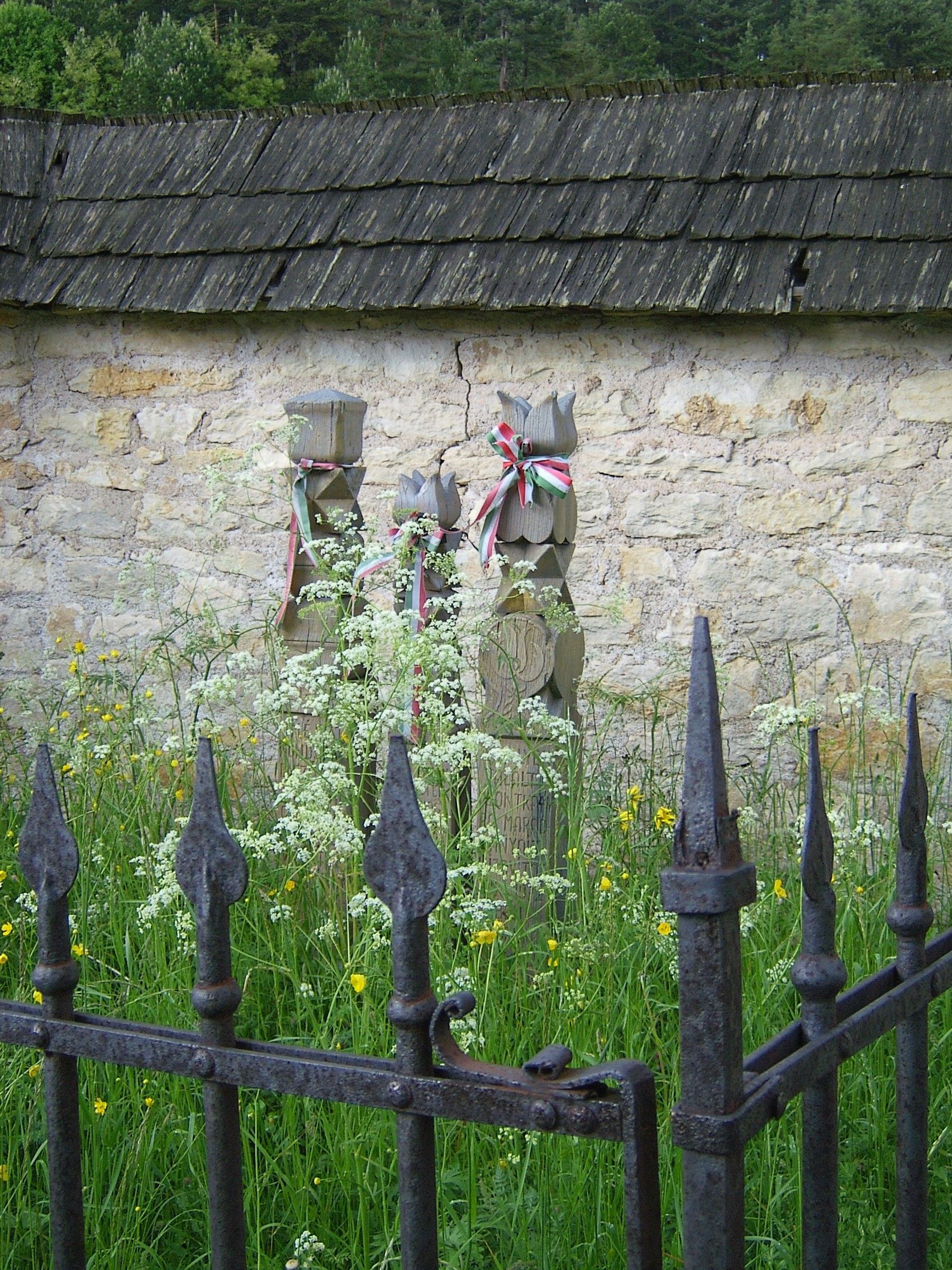
Magyarvalkói tatárdúlás emlékét őrző fejfák
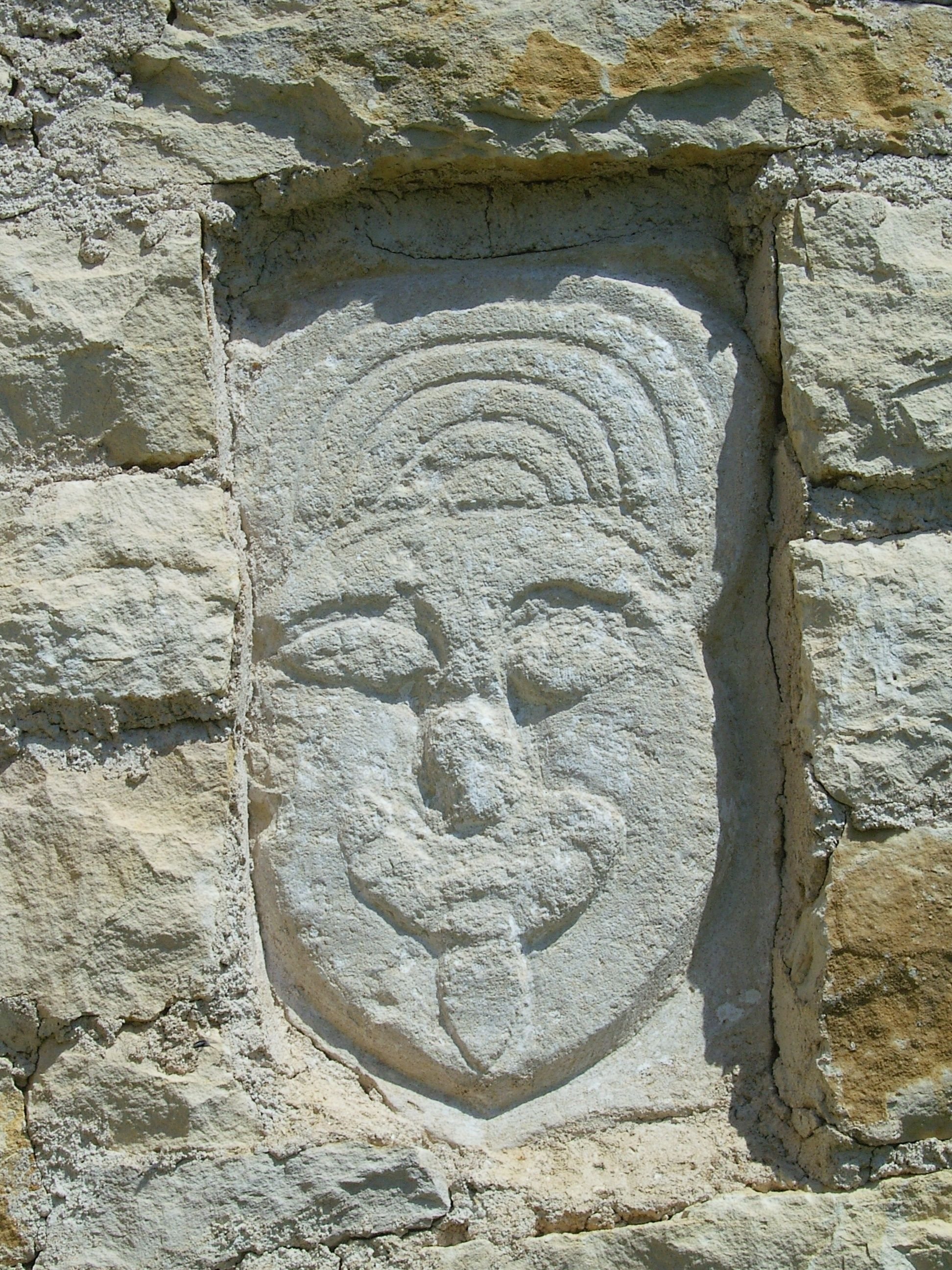
Magyarvalkói tatárfej
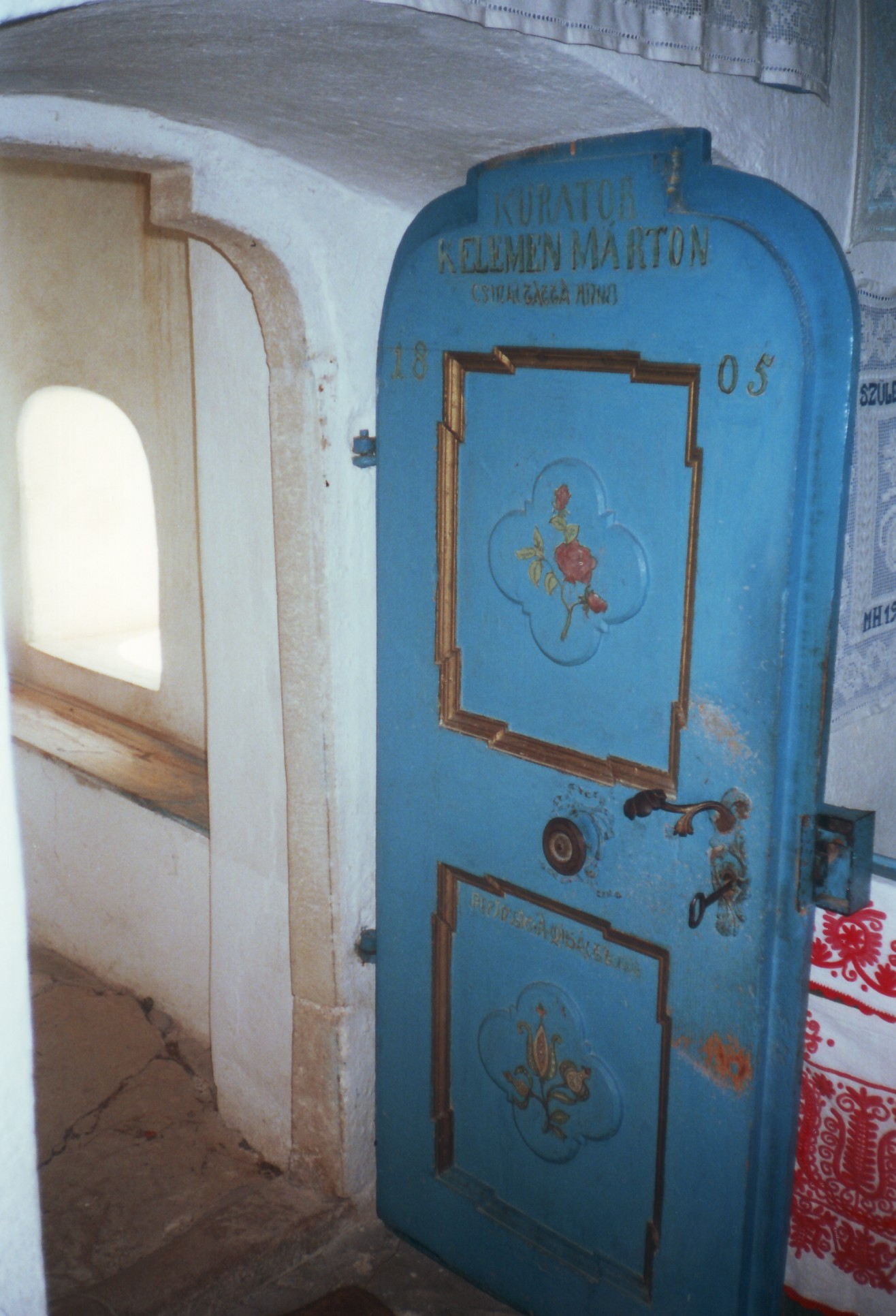
Magyarvalkói templom ajtaja
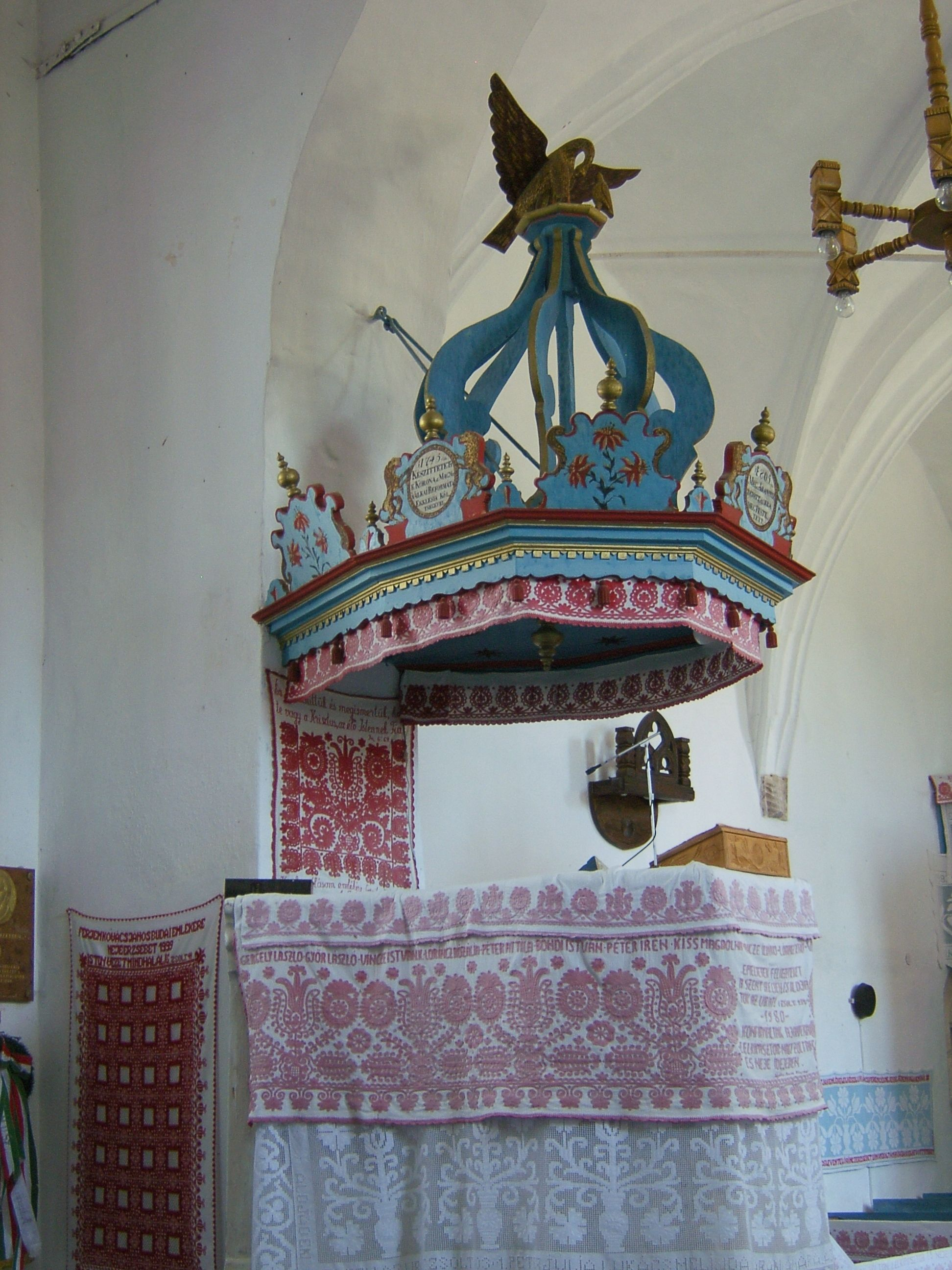
Magyarvalkói templom szószéke